# Kasberget (Jomala, Åland)
Kasberget är en kulle i Åland (Finland). Den ligger i den södra delen av landskapet, 5 km norr om huvudstaden Mariehamn. Toppen på Kasberget är 77 meter över havet, eller 42 meter över den omgivande terrängen. Bredden vid basen är 0,85 km. Kasberget ligger på ön Fasta Åland. Den ligger vid sjön Prästträsket.
Terrängen runt Kasberget är platt. Havet är nära Kasberget österut. Närmaste större samhälle är Jomala, 0,93 km norr om Kasberget. 